# عبد الرضا بن سالم
عبد الرضا بن سالم (1967  -)، مذيع وممثل كويتي.

## عن حياته
قدم طوال مسيرته العديد من البرامج المنوعة. بدأ في تقديم برنامج «المجلة» باللغة الإنجليزية على القناة الثانية الكويتية في العام 1997 وفي عام 2011 انتقل إلى قناة الوطن ويقدم برنامج صباح الوطن يوميا على الهواء مباشرة مع المذيعة إيمان نجم شارك في عدد من الأعمال السينمائية ومسرح الطفل وقدم مسلسل تلفزيوني للأطفال وأيضا بعض البرامج الإذاعية فقدم خلال الإذاعة الكويتية برنامج «ساعة كويتية» وقدم على مدى سنوات برنامج «نغم الصباح» في إذاعة المارينا الكويتية. انضم لاحقا للقناة الإذاعية الجديدة «نبض الكويت» وتركها بعد فترة من تقديم البرنامج الصباحي «سنا الكويت». يقدم حاليا برنامج «صباح الخير يا كويت» والذي قدمه منذ عام 2003 إلى 2008 سابقا ومستمر بتقديمه حاليا منذ عام 2015.

### دراسته
حاصل على بكالوريوس آدب الإنجليزي من جامعة الكويت أكمل دراساته العليا في الولايات المتحدة الأمريكية ويعمل مدرساً في جامعة الكويت وحاصل على شهادة اعلام عام.